# 甲陽撮影所
甲陽撮影所（こうようさつえいじょ、1918年 開所 - 1927年 閉鎖 / 1935年 再開 - 1937年 閉鎖）は、かつて兵庫県西宮市甲陽園に存在した映画スタジオである。甲山の南麓を甲陽土地が開発、甲陽キネマ、東亜キネマ、極東映画、甲陽映画と受け継がれた。東亜キネマの時代がもっとも隆盛を極めた。

## 略歴・概要
1918年（大正7年）、大正信託の社長である本庄京三郎の経営するデヴェロッパー「甲陽土地」が、兵庫県西宮市の甲陽地区を買収し、「甲陽園」というレジャー施設を建設した。「東洋一の大公園」と銘打ち、遊園地、温泉、宿泊施設、そして映画スタジオを内包する施設であった。この映画スタジオが「甲陽撮影所」の始まりであり、スタジオ経営は滝田南陽の「甲陽キネマ」が行なった。当時のフィルモグラフィは残っていない。
1923年（大正12年）9月1日に起きた関東大震災で東京地区は壊滅、日活の向島撮影所、松竹の蒲田撮影所は、京都への移転でしのいだが、浅草公園六区の興行場が壊滅し、「浅草オペラ」も地方巡業を余儀なくされた。国際活映の巣鴨撮影所や活動写真資料研究会の吾嬬撮影所といった小プロダクションのスタッフも俳優も、新天地を必要としていた。そこで同年12月、大阪の金融資本である八千代生命が「東亜キネマ」を設立、「甲陽キネマ撮影所」を買収し、「東亜キネマ甲陽撮影所」としてオープンした。甲陽撮影所所長には「活動写真資料研究会吾嬬撮影所」の撮影技師で東京・根岸の岩岡商会を経営していた岩岡巽、監督におなじく吾嬬撮影所の山根幹人、徳永文六こと徳永フランクらが設立とともに参加し、映画製作を始めた。
東亜キネマは1924年（大正13年）7月、マキノ映画製作所（等持院撮影所）を吸収合併し、等持院・甲陽の両撮影所を稼働するデュアル・プロダクション体制となり、「甲陽撮影所」の所長を等持院撮影所長の牧野省三が兼務した。また同年、阪神急行電鉄（現・阪急電鉄）が甲陽線を開業する。翌1925年（大正14年）6月、牧野が退社し、京都・御室にマキノ・プロダクションを設立、等持院・甲陽の両撮影所は東亜キネマに残され、両撮影所長を八千代生命宣伝部長だった小笹正人が兼務した。
1927年（昭和2年）、東亜キネマは製作機構を京都撮影所（等持院撮影所）に一本化、「甲陽撮影所」を閉鎖した。甲陽の地を去った東亜キネマは、やがて親会社の八千代生命の映画事業撤退、1929年（昭和4年）3月の小笹所長の退社、阪急電鉄資本の支援を仰ぎ、1931年（昭和6年）には東活映画社が製作を代行、配給興行に専念するが、1932年（昭和7年）10月、京都撮影所も閉鎖、高村正次に買収され、「宝塚キネマ」となった。
1935年（昭和10年）、極東映画が設立され、「極東映画甲陽撮影所」とし、同撮影所での映画製作が再開される。1936年（昭和11年）の初め、極東映画が同撮影所をふたたび閉鎖、大阪にある「古市撮影所」に移転してしまう。しかしそのさいに、一部スタッフ、俳優が同地に残留、同年5月に別会社「甲陽映画」を設立、同撮影所での映画製作を続行したが、翌1937年（昭和12年）に同社は解散、「甲陽撮影所」は閉鎖された。
現在、「甲陽撮影所」の跡地には、甲陽幼稚園などが建ち、住宅地となっている。また、開発者の名を冠し、同地は「甲陽園本庄町」と命名された。

## 関連事項
- 甲陽土地 - 甲陽園 （本庄京三郎）
- 甲陽キネマ （滝田南陽）
- 活動写真資料研究会 - タカマツ・アズマプロダクション （高松豊次郎）
- 八千代生命 - 東亜キネマ - 東活映画社 - 宝塚キネマ
- マキノ映画製作所 - マキノ・プロダクション（牧野省三）
- 極東映画社
- 甲陽映画

## 註
1. ↑  産經新聞記事「甲陽園 明るい風光が似合う」（2008年2月4日 20:38付）の記述を参照。